# Tapoeripa (Nickerie)
Tapoeripa is een plaats aan de Nickerierivier in het zuidoosten van het district Nickerie in Suriname.
In het dorp wonen circa 75 inwoners. Er wonen inheemse Surinamers van het volk Arowakken. Petrus Sabajo is sinds circa 2002 het dorpshoofd (stand 2020). Hij is lid van de Vereniging Inheemse Dorpshoofden Suriname.
Er is een schoolgebouw dat aan het begin van de 21e eeuw niet gebruikt werd; de kinderen in het dorp gingen toen naar de St. Andreasschool. Een keer per kwartaal werd een kerkdienst in het dorp gehouden. Het contact met de buitenwereld verloopt via de rivier en de airstrip bij het dorp Donderskamp. De inwoners leven van landbouw (pomptajer, bananen en cassave), visserij en jacht.
In het dorp was aanvankelijk een post van de Medische Zending aanwezig. De kliniek kende tot en met 2017 geen permanente bezetting. In maart 2018 werd een nieuwe kliniek in het dorp opgeleverd, waarna het wel 24 uur per dag toegang kreeg tot zorg. Het werd gebouwd door de Technische Dienst van het Nationale Leger en voorzien van zonnepanelen. De medische zorg is sindsdien in handen van het Mungra Medisch Centrum in Nieuw-Nickerie. Daarnaast werd een drinkwatervoorziening aangelegd door de Surinaamse Waterleiding Maatschappij. Ook werd het dorp rond die tijd aangesloten op het telefoonnet en internet.